# Lac Olga (rivière Waswanipi)
Pour les articles homonymes, voir Olga et Lac Olga.
Le lac Olga est un plan d'eau douce traversé par la rivière Waswanipi et situé dans la partie Sud du territoire de Eeyou Istchee Baie-James, dans la région administrative du Nord-du-Québec, dans la province de Québec, au Canada.
La majeure partie de la surface du lac Olga est dans le canton de Morris. Néanmoins, ce lac s’étend aussi dans le canton de Dussieux par une baie en amont du courant de la rivière Waswanipi et par une autre baie s’étirant vers le Sud-Est. Tandis que la partie Sud-Ouest du lac s’étend dans le canton de Pouchot (pour la baie Élisabeth), le canton de Comporte et le canton de Lozeau.
La foresterie constitue la principale activité économique du secteur. Les activités récréotouristiques arrivent en second.
Le bassin versant du lac Olga est accessible grâce à la route de la Baie-James venant du Sud-Ouest (soit de Matagami), puis bifurquant vers le Nord en coupant la rivière Canet, située au Nord du lac Olga. La surface du lac Olga est habituellement gelée du début novembre à la mi-mai, toutefois la circulation sécuritaire sur la glace se fait généralement de la mi-novembre à la mi-avril.

## Géographie
Ce lac comporte une longueur de 27,5 km, une largeur maximale de 18,8 km et une altitude de 256 m.
Le lac Olga comporte de nombreuses baies, presqu’îles et îles. La rivière Waswanipi (affluent du lac Matagami) traverse vers l’Ouest la partie Nord du lac Olga.
Le lac Olga s’approvisionne aussi du côté Sud-Est par la rivière Opaoca (via la baie Elisabeth), un ruisseau venant du Sud-Ouest et la décharge (venant du Nord-Ouest) des lacs Caron et Gabrielle.
L’embouchure de ce lac Olga est située à la Chute Rouge au fond d’une baie au Nord du lac à :
- 5,8 km au Sud-Est du lac Matagami (soit à l’embouchure de la rivière Waswanipi) ;
- 18,4 km à l’Est du Lac au Goéland (rivière Waswanipi) ;
- 33,3 km au Nord-Est du centre du village de Matagami ;
- 35,1 km au Sud-Est du lac Soscumica[1].

Les principaux bassins versants voisins du lac Olga sont :
- côté Nord : rivière Waswanipi, lac Matagami, rivière Canet ;
- côté Est : rivière Waswanipi, Lac au Goéland (rivière Waswanipi) ;
- côté Sud : rivière Opaoca, rivière Bell ;
- côté Ouest : lac Matagami, rivière Bell.

## Toponymie
La désignation "lac Olga" figure dans le Fifth Report of the Geographic Board of Canada 1904, publié à Ottawa en 1905 : « Olga; lake southeast of Mattagami lake, Abitibi district, Que. » L'origine et le sens du toponyme s'avèrent inexpliqués.
Le toponyme "lac Olga" a été officialisé le 5 décembre 1968 par la Commission de toponymie du Québec, soit lors de sa création.